# Institut des sciences chimiques de Rennes
 (janvier 2023).
Il peut être nécessaire de l'améliorer pour respecter le principe de neutralité de point de vue. Veuillez consulter la page de discussion pour plus de détails.

L’Institut des Sciences Chimiques de Rennes (ISCR) est une Unité Mixte de Recherche associant le Centre National de la Recherche Scientifique (CNRS / CNRS Chimie ), l’Université de Rennes, l’Ecole Nationale Supérieure de Chimie de Rennes (ENSCR) et l’Institut national des sciences appliquées de Rennes (INSA).
L'institut axe ses recherches autour de plusieurs domaines de la chimie : synthèse de molécules pharmaceutiques, recherche de matériaux éco-responsables ou encore de nouveaux matériaux autour de l'énergie.

## L'ISCR en bref
L’ISCR, avec plus de 500 agents dont près de 300 permanents, comprend 8 équipes de recherche et 2 pôles de ressources administratif et scientifique partagés.
L'Institut couvre de très nombreux domaines de la chimie allant des molécules organiques ou organométalliques à propriétés dédiées, aux matériaux issus de la chimie du solide et de la métallurgie, en passant par la catalyse, l'électrochimie, la chimie théorique et l'ingénierie des procédés chimiques.
L’ISCR assure la diffusion de la culture scientifique auprès du grand public au travers de nombreuses actions de vulgarisation, dissémination et médiation scientifiques.
La chimie à l’ISCR se décline autour des objectifs du développement durable selon cinq axes principaux : 
- Santé et bien-être,
  1. Principes actifs
  2. Vectorisation et Diagnostic
  3. Matériaux pour la santé
  4. Hygiène, Cosmétique et Agro-alimentaire

- Chimie et procédés durables, environnement,
  1. Chimie Verte
  2. Procédés de dépollution et Remédiation
  3. Valorisation des bioressources

- Énergie,
  1. Batterie
  2. Hydrogène et pile à combustible
  3. Photovoltaïque
  4. Conversion et récupération d'énergie

- Optique et photonique,
  1. Photonique Infrarouge
  2. Matériaux
  3. Interaction Lumière/Matière
  4. Dispositifs optiques

- Électronique et matériaux moléculaires,
  1. Systèmes commutables
  2. Magnétisme moléculaire
  3. Électronique et conducteurs moléculaires

## Histoire
L'Institut de Chimie de l’Université de Rennes est fondé en 1945, issu du regroupement entre la faculté des Sciences de Rennes, créée en 1840, et la filière chimie de l'institut polytechnique de l'Ouest, créée en 1919,,.
Les restructurations successives (ERA/URA/EA/UMR) aboutissent à la création en 2000 d’une structure fédérative, l’Institut de Chimie de Rennes (ICR). L’ICR réunit alors plus de 80% des capacités de recherche bretonnes en chimie sur les campus de Beaulieu, de Villejean et à l’IUT de Lannion.
En 2006, toutes les composantes de l’ICR se regroupent en une seule Unité (UMR 6226), Sciences Chimiques de Rennes, avec 4 tutelles : le CNRS, UR1, ENSCR et l'INSA.
En 2012, l'UMR est rebaptisée Institut des Sciences Chimiques de Rennes (ISCR). Cette unité multisites est repartie sur les Campus de Beaulieu (bâtiments 10, ENSCR, INSA), de Villejean et l'IUT de Lannion.

## Recherche

### Équipe Chimie - Métallurgie
L'équipe Chimie - Métallurgie (Ch-Met) mène ses activités de recherche sur l’élaboration, la caractérisation et les propriétés mécaniques d’alliages fonctionnels dont les applications concernent l’industrie aérospatiale, le nucléaire, le biomédical.

### Équipe Chimie et Ingénierie des Procédés
L’équipe Chimie et Ingénierie des Procédés (CIP) étudie et développe des procédés durables adaptés au traitement de la pollution et à la production dans divers domaines comme l’environnement et les industries agroalimentaires et chimiques. L’équipe élabore également des méthodes analytiques pour l’évaluation des polluants à l’état de traces et la caractérisation des interfaces.

### Équipe Chimie Organique et Interfaces
L’équipe Chimie Organique et Interfaces (COrInt) développe des outils moléculaires à base organique qui répondent à des questions fondamentales et appliquées à la frontière entre la chimie et la biologie et/ou la physique. Ainsi, les activités de l’équipe se déclinent autour de trois axes: méthodologie & outils pour la synthèse, produits naturels & molécules pour le vivant, et ingénierie des assemblages moléculaires & matériaux fonctionnels.

### Équipe Chimie du Solide et Matériaux
L'équipe Chimie du Solide et Matériaux (CSM) couvre un continuum d’activités allant de la recherche fondamentale à la recherche appliquée dans le domaine des nouveaux matériaux (clusters métalliques, matériaux hybrides à base de terre rares, oxo-anion et oxydes) et leur intégration dans des dispositifs.

### Équipe Chimie Théorique Inorganique
L’équipe Chimie Théorique Inorganique (CTI) utilise les outils de la chimie théorique pour l’étude de systèmes inorganiques moléculaires et de l’état solide, l’interprétation de leur stabilité, de leurs structures électroniques et géométriques et des propriétés physico-chimiques qui en découlent. Son activité se divise en trois thématiques majeures : rationalisation d’architectures complexes ; matériaux pour l’énergie et l’information ; systèmes moléculaires multifonctionnels.

### Équipe Matière Condensée et Systèmes Electroactifs
L’équipe Matière Condensée et Systèmes Electroactifs (MaCSE) travaille sur la conception et la synthèse de molécules électroactives, en s'appuyant sur l’hétérochimie, la chimie de coordination et organométallique, sur leurs études physico-chimiques en phase homogène ou hétérogène et sur leur mise en œuvre  à différentes échelles, sur des surfaces (planes ou poreuses, nanoparticules, nanotubes), dans des phases condensées (cristal, cristal liquide, gel), s'appuyant sur des concepts d'ingénierie cristalline et d'outils de fonctionnalisation de surfaces (électrochimiques, biochimiques. Ces objets ou systèmes originaux trouvent des applications dans le domaine de l’énergie (batteries, électrodes, biopiles,…), de l’environnement (capteurs) et de l’électronique organique (mémoires, OFET, OLED,…).

### Équipe Organométalliques: Matériaux et Catalyse
L'équipe Organométalliques: Matériaux et Catalyse (OMC) s'intéresse à la chimie organométallique, à la coordination et de l’hétérochimie pour des développements innovants en catalyse et chimie verte (chimie fine, valorisation de la biomasse et du CO2, polymères), ainsi qu'au domaine des matériaux moléculaires (optoélectronique, spintronique, OLEDs, mémoires moléculaires).

### Équipe Verres et Céramiques
L'équipe Verres et Céramiques (V&C) s’articule autour de 4 axes de recherche : formulation, synthèse, structure; photonique infrarouge et capteurs; conversion et stockage d’énergie; biomatériaux.

## Relations internationales
Les activités de recherche de l'ISCR à l'international impliquent des pays des cinq continents et s'effectuent via les dispositifs suivants : partenariat Hubert Curien (PHC), Action émergente à l’international (IEA), Projet de Recherche International (IRP), Laboratoire International de Recherche (IRL) et International Training Networks (ITN).

## Distinctions
- 2024: Karine Robin médaille de cristal du CNRS
- 2023: Jeanne Crassous[12] médaille d'argent du CNRS
- 2020: Thierry Pain[13] médaille de cristal du CNRS

- 2017: Louise-Anne Cariou[14] médaille de cristal du CNRS
- 2014: Jean-François Carpentier[15] médaille d’argent du CNRS
- 2014: Fabrice Pointillart[16] médaille de bronze du CNRS
- 2004 : Jacques Lucas – Membre de l’Académie des Sciences

## Identité visuelle
Le logo de l'ISCR a évolué au fil des années.

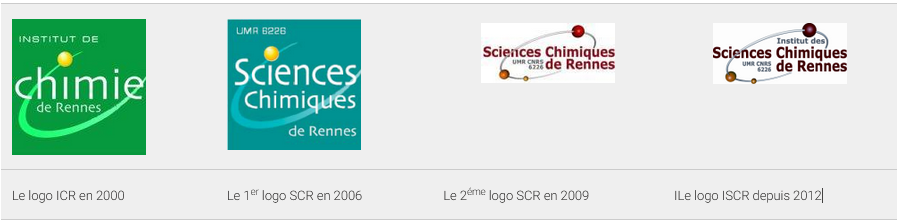